# ديف لوغان
ديف لوغان هو لاعب هوكي الجليد كندي، ولد في 2 يوليو 1954 في مونتريال في كندا.

## وصلات خارجية
- ديف لوغان على موقع دوري الهوكي الوطني (الإنجليزية)
- ديف لوغان على موقع قاعة مشاهير الهوكي (لاعب أن.إتش.أل) (الإنجليزية)
- ديف لوغان على موقع EliteProspects.com (الإنجليزية)
- ديف لوغان على موقع HockeyDB.com (الإنجليزية)
- ديف لوغان على موقع Hockey-Reference.com (الإنجليزية)